# Hadena expulsa
Hadena expulsa là một loài bướm đêm trong họ Noctuidae.